# Liste der Vizegouverneure von Oklahoma
Das Amt des Vizegouverneurs von Oklahoma wurde im Zuge der Umwandlung des Territoriums zu einem Bundesstaat der Vereinigten Staaten geschaffen. Der Vizegouverneur ist gleichzeitig Präsident des Senats von Oklahoma. Diese Liste führt alle Vizegouverneure von Oklahoma auf.

## Liste
| Name                    | Amtszeit  | Partei       |
| ----------------------- | --------- | ------------ |
| George W. Bellamy       | 1907–1911 | Demokrat     |
| James Jackson McAlester | 1911–1915 | Demokrat     |
| Martin Edwin Trapp      | 1915–1923 | Demokrat     |
| vakant                  |           |              |
| William Judson Holloway | 1927–1929 | Demokrat     |
| vakant                  |           |              |
| Robert Burns            | 1931–1935 | Demokrat     |
| James Edward Berry      | 1935–1955 | Demokrat     |
| Cowboy Pink Williams    | 1955–1959 | Demokrat     |
| George Patterson Nigh   | 1959–1963 | Demokrat     |
| Leo Winters             | 1963–1967 | Demokrat     |
| George Patterson Nigh   | 1967–1979 | Demokrat     |
| Spencer Thomas Bernard  | 1979–1987 | Demokrat     |
| Robert S. Kerr III      | 1987–1991 | Demokrat     |
| Larry Jack Mildren      | 1991–1995 | Demokrat     |
| Mary Fallin             | 1995–2007 | Republikaner |
| Jari Askins             | 2007–2011 | Demokrat     |
| Todd Lamb               | 2011–2019 | Republikaner |
| Matt Pinnell            | seit 2019 | Republikaner |